# Double Mise
Pour les articles homonymes, voir Sydney (homonymie).
Pour plus de détails, voir Fiche technique et Distribution.
Double Mise (Hard Eight, initialement Sydney) est un film réalisé par Paul Thomas Anderson, sorti en 1996.

## Synopsis
Un homme qui ne peut pas payer l'enterrement de sa mère rencontre un joueur expérimenté qui va lui apprendre à gagner beaucoup d'argent au casino. Dans cet univers, et accompagné de son mentor, il va rencontrer un ami puis tomber amoureux.

## Fiche technique
Sauf indication contraire, les informations mentionnées dans cette section peuvent être confirmées par la base de données cinématographiques IMDb,  présente dans la section « Liens externes ».
- Titre français : Double Mise[1], Hard Eight  (reprise 2018)
- Titre original : Hard Eight (auparavant Sydney)[1]
- Réalisation : Paul Thomas Anderson
- Scénario : Paul Thomas Anderson
- Musique : Jon Brion
- Montage : Barbara Tulliver
- Décors : Nancy Deren
- Costumes : Mark Bridges
- Production : Paul Thomas Anderson et Lawrence Gordon

Producteur délégué : François Duplat
- Sociétés de production : Green Parrot, Rysher Entertainment et Trinity
- Société de distribution : Metro-Goldwyn-Mayer (États-Unis)
- Caméraman : Robert Elswit
- Durée : 101 minutes
- Genre : drame, thriller, néo-noir
- Budget : 3 000 000 $
- Pays d'origine : États-Unis
- Langue originale : anglais
- Format : 2:35
- Dates de sortie[1] : 
  - États-Unis : 20 janvier 1996 (Festival du film de Sundance)
  - France : mai 1996 (Festival de Cannes)
  - États-Unis : 28 février 1997
  - France : 7 novembre 2000 (en DVD)
  - France : 21 novembre 2018 (réédition cinéma)

## Distribution
- Philip Baker Hall (VF : Jacques Deschamps) : Sydney
- John C. Reilly (VF : Philippe Peythieu) : John
- Gwyneth Paltrow (VF : Juliette Degenne) : Clementine
- Samuel L. Jackson (VF : Thierry Desroses) : Jimmy
- Philip Seymour Hoffman (VF : Marc François) : le jeune joueur de craps
- Melora Walters : une fille avec Jimmy
- Robert Ridgely : le gérant du Keno Bar

## Version alternative
Le montage initial, voulu par le réalisateur, durait 2 h 30, mais il fut jugé trop long et trop contemplatif par les producteurs. Un conflit amena à l'éviction du réalisateur au montage final qui fut réduit de près d'une heure et voit le personnage principal, Sydney, connaître une fin moins tragique.

## Distinctions
- BSFC Award : gagnant du prix du meilleur nouveau réalisateur

## Anecdotes
- À la fin du film, Jimmy (Samuel L. Jackson) cite quelques-uns des anciens collaborateurs de Sydney (Philip Baker Hall), dont un certain Jimmy Gator, l'un des personnages principaux du film Magnolia sorti 3 ans plus tard, et joué par Philip Baker Hall lui-même.
- Non distribué en salles en France à l'époque malgré une présentation à la section Un certain regard au Festival de Cannes 1996, Double Mise a connu une sortie en DVD[3] avant de finalement sortir dans quelques salles en novembre 2018[4] (265 entrées enregistrées pour son premier jour)[5].

## Citation
Sydney : « You know the first thing they should've taught you at hooker school? You get the money up front! »